# Odoo
Odoo ist eine integrierte ERP-Software-Lösung (Enterprise-Resource-Planning) mit einem dualen Lizenzmodell. Es wird in zwei Versionen angeboten: der 100% Open-Source-Variante Community Edition (CE), sowie der kommerziellen Enterprise Edition (EE). Seit der Einführung von Version 16 hat Odoo ein neues Lizenzmodell implementiert, bei dem die Nutzung der Software auf Basis eines Abonnements pro Benutzer pro Monat berechnet wird. Zielgruppe sind Unternehmen jeder Größenordnung. Odoo beinhaltet u. a. folgende Module: CRM, Website/E-Commerce, Abrechnung, Finanzbuchhaltung, Produktion, Lagerverwaltung, Projektmanagement, Dokumentenmanagement.
Das Geschäftsmodell von Odoo entspricht Open-Core bzw. Freemium. Die Open-Source-Community Edition geht auf die Anfangszeiten von Odoo zurück, in der 100 % der Software Open-Source waren, weshalb es auch ein vollumfängliches ERP ist. Die Enterprise Edition bietet jedoch einige Zusatz- und Komfortfunktionen. Odoo strebt an, etwa 80 % seiner Funktionen im Open-Core zu veröffentlichen und 20 % in der kommerziellen Enterprise-Version. Allerdings bemüht sich die Odoo Community Association (OCA) mit ihren kuratierten Open-Source-Ergänzungs-Modulen darum, dass die Odoo Community Edition in Funktionalität und Komfort mit der Enterprise Edition mithalten kann oder darüber hinaus geht.
Der Quellcode für das OpenObject-Framework und die ERP-Kernmodule werden von der in Belgien ansässigen Odoo S.A. verwaltet. Das aktuelle Open-Source-Release ist Version 18.0.

## Quellcode-Modell
Von Beginn hat die Odoo S.A bzw. OpenERP S.A die Software als Open-Source-Software veröffentlicht. Ab Version 9.0 wechselte das Unternehmen zu einem Open-Core Modell, das Abonnement-basierte proprietäre Enterprise Software und Cloud-verwaltete Software as a Service (SaaS) beinhaltet sowie eine Community-Version mit leicht eingeschränktem Funktionsumfang, die in LGPL-Lizenz veröffentlicht wird. Open-Core bedeutet hier, dass die Open-Source Community-Edition als Basis für die proprietäre Enterprise Edition fungiert. Als Nutzer der Enterprise-Edition nutzt man also diesen Open-Source-Kern mit.

## Community und Netzwerk
2013 wurde die Nonprofit-Organisation Odoo Community Association (OCA) gegründet, um Odoo als ERP-System weiter 100% Open-Source halten zu können. Dafür wird die Open-Source-Community-Version um eigene OCA-Module ergänzt, um die fehlenden zusätzlichen Features der Enterprise-Edition abzudecken und weitere, eigene Verbesserungen und Impulse zu setzen. Mittlerweile gibt es um die 6.000 Module (Stand: Juli 2025), die unter dem Dach der OCA entwickelt wurde. Die Qualität der Module wird durch Guidelines und einen soliden Review-Prozess sichergestellt, der durch hohes Maß an ehrenamtlicher Arbeit von engagierten Community-Mitglieder möglich gemacht wird. Die OCA Module unterscheiden sich daher von den Angeboten im kommerziellen Odoo Store durch diese Qualitätssicherung, sowie ein striktes Commitment zu Open-Source (AGPL) Lizenzen.
Neben der OCA besteht das Odoo Netzwerk aus einer globalen Community aus über 15 Millionen Nutzern und über 16.000 offiziellen Partnern und Integratoren. (Stand: Juli 2025).

## Apps, Module und Komponenten
Odoo bietet eine erweiterbare Architektur. Eine große Zahl von Freelancern und Organisationen entwickeln Odoo-Apps oder -Module und bieten diese auf dem Odoo-Marktplatz zum Verkauf oder zum freien Download an. Die Haupt-Komponenten von Odoo sind OpenObject Framework, ca. 30 Kernmodule (auch offizielle Module genannt) und mehr als 16.000 zusätzlichen Modulen für die verschiedenen Odoo-Versionen, wovon die meisten im Odoo-Marktplatz erhältlich sind.

## Bildung
Odoo wurde Teil des Unterrichts-Kanons für das Abitur in Frankreich, sodass französischer Schüler im IT-Bereich nicht nur Office-Anwendungen wie Word, Excel und PowerPoint lernen, sondern auch den Umgang mit einem Warenwirtschaftssystem wie Odoo. Eine Studie über experimentelles Lernen regte an, Odoo (damals bekannt als OpenERP) als eine geeignete Alternative zu proprietären Systemen vorzusehen, um den Unterricht zu ergänzen.
Odoo bietet auch ein kostenloses Programm namens Odoo Education an, mit dem Lehrer und / oder Schüler eine Odoo-Datenbank für akademische Zwecke erstellen können.

## Publikationen
Mehrere Bücher wurden über Odoo geschrieben, einige decken spezifische Bereiche wie Buchhaltung oder Softwareentwicklung ab.

## Software und Architektur
Odoo verwendet Python Scripting und PostgreSQL als Datenbankmanagementsystem. Der Zugriff auf die Software erfolgt über einen Webbrowser mit einer in JavaScript entwickelten Einseiten-App. Das Community-Edition-Repository ist auf GitHub abgelegt.

## Versionsunterstützung
Die jeweils letzten drei Long-Term-Support-Versionen (LTS) werden parallel unterstützt. Dies bedeutet, dass beim Erscheinen einer neuen, somit vierten LTS-Version die älteste Version das Ende ihrer Lebensdauer erreicht und nicht mehr unterstützt wird. Als ein Beispiel wird 9.0 LTS zusammen mit 10.0 LTS und 11.0 LTS unterstützt, aber es wird das Ende der Lebensdauer erreichen, wenn 12.0 LTS veröffentlicht wird.

## Unternehmensgeschichte
Im Jahr 2005 begann Fabien Pinckaers, der Gründer und heutige CEO von Odoo, sein erstes Softwareprodukt TinyERP zu entwickeln. Drei Jahre später wurde der Name in OpenERP geändert. Das Unternehmen begann sich schnell zu entwickeln und im Jahr 2010 wurde OpenERP ein 100+ Mitarbeiter-Unternehmen.
Im Jahr 2013 erhielt das Unternehmen einen Deloitte-Preis für das am schnellsten wachsende Unternehmen in Belgien mit 1549 % Wachstum über einen Zeitraum von fünf Jahren.
Im Jahr 2014 ging OpenERP über die Grenzen der herkömmlichen ERP-Player hinaus und das Unternehmen wurde in Odoo umbenannt, ein Name ohne Einschränkungen, der es dem Unternehmen ermöglicht, in jede Richtung zu wachsen. 2015 platzierte das Magazin Inc. Odoo unter den Top 5000 am schnellsten wachsenden Unternehmen in Europa.

### Auszeichnungen und Anerkennung
Odoo erhielt mehrere Auszeichnungen. Bevor es seinen Namen änderte, erhielt es als OpenERP Auszeichnungen wie Trends Gazelle, Deloitte Technology Fast 50 Award und den InfoWorld's BOSSIE Award 2013. Nachdem es seinen Namen in Odoo geändert hatte, gewann es drei Jahre nacheinander BOSSIE Awards (2014, 2015 und 2016).
Weitere Auszeichnungen
- Forbes – “25 Great CRM Applications You Probably Never Heard Of”, 11. August 2014.[28]
- Datamation – “Open Source Software for Business: 12 Leading Apps”, 22. August 2016[29]
- TG Daily – 10 Best Open Source Software in 2017, 20th March 2017.[30]
- Capterra Blog – “Die Top 8 der kostenlosen Open Source ERP Systeme”[31], 20. Dezember 2017.

### Versionsgeschichte
| Programmname | Version | Veröffentlichungsdatum | Bedeutende Änderungen | Softwarelizenzen                            |
| --- | ------- | ---------------------- | --- | ------------------------------------------- |
| Tiny ERP | 1.0     | Februar 2005           | Erstveröffentlichung | GNU GPL                                     |
| Tiny ERP | 2.0     | Mai 2005               | | GNU GPL                                     |
| Tiny ERP | 3.0     | September 2005         | | GNU GPL                                     |
| Tiny ERP | 4.0     | Dezember 2006          | | GNU GPL                                     |
| OpenERP | 5.0     | April 2009             | | GNU GPL                                     |
| OpenERP | 6.0     | Januar 2011            | Erster Web Client | GNU AGPL                                    |
| OpenERP | 6.1     | Februar 2012           | Erster Ajax Web Client, GTK Client eingestellt | GNU AGPL                                    |
| OpenERP | 7.0     | 22. Dezember 2012      | Verbesserter Web Client und Usability | GNU AGPL                                    |
| Odoo | 8.0     | 18. September 2014     | Überarbeitung Lagerverwaltung und WMS, Unterstützung für CMS: Website Builder, E-Commerce, Point of Sale und Business Intelligence                                    | GNU AGPL                                    |
| Odoo | 9.0     | 1. Oktober 2015        | Überarbeitung Buchhaltungsfunktionen, Odoo Community von Odoo Enterprise getrennt                                                                                     | GNU LGPL v3 (CE) + proprietary license (EE) |
| Odoo | 10.0    | 5. Oktober 2016        | Überarbeitung Manufacturing | GNU LGPL v3 (CE) + proprietary license (EE) |
| Odoo | 11.0    | 5. Oktober 2017        | Studio, Überarbeitung Support, Überarbeitung Reporting, Migration zu Python 3                                                                                         | GNU LGPL v3 (CE) + proprietary license (EE) |
| Odoo | 12.0    | 3. Oktober 2018        | Dokumentenmanagement, IoT-Geräte, Multi-Website. | GNU LGPL v3 (CE) + proprietary license (EE) |
| Odoo | 13.0    | 22. Oktober 2019       | Überarbeitung Finanzbereich, Außendienst-Modul, Vermieten von Dingen aller Art, E-Learning-Plattform, Personalbeschaffung und -einstellungen, verbesserte Performance | GNU LGPL v3 (CE) + proprietary license (EE) |
| Odoo | 14.0    | Oktober 2020           | | GNU LGPL v3 (CE) + proprietary license (EE) |
| Odoo | 15.0    | Oktober 2021           | | GNU LGPL v3 (CE) + proprietary license (EE) |
| Odoo | 16.0    | Oktober 2022           | | GNU LGPL v3 (CE) + proprietary license (EE) |
| Odoo | 17.0    | Oktober 2023           | Verbesserte Benutzeroberfläche, erweiterte Modul-Updates, künstliche Intelligenz, mobile Optimierung, verbesserte Anpassungsfähigkeit.                                | GNU LGPL v3 (CE) + proprietary license (EE) |
| Odoo | 18.0    | Oktober 2024           | | GNU LGPL v3 (CE) + proprietary license (EE) |
| Legende:Ältere Version; nicht mehr unterstütztÄltere Version; noch unterstütztAktuelle VersionAktuelle VorabversionZukünftige Version |         |                        | |                                             |

CE= Community Edition; EE= Enterprise Edition

## Kritik

### Update von Majorversionen
Die Software Odoo wird zwischen den Majorversionen durch ein manuelles Verfahren aktualisiert. Dabei ist die präferierte Strategie das Exportieren der Datenbank in eine Textdatei im SQL-Dialekt und das Hochladen dieses Exports auf einer speziellen Webseite, bei welcher es dann migriert und nach einer bestimmten Zeit fertig migriert zum Download angeboten wird. Das funktioniert nur unter Angabe einer zuvor erworbenen Enterprise-Version Lizenz. Der Uploadprozess kann durch ein bereitgestelltes Script auch automatisiert werden. In jedem Fall wird die Datenbank und deren Inhalt vollständig an den Server übermittelt. Zum Zeitpunkt des Verfassens dieses Unterkapitels (Dezember 2022), steht dieser Server im europäischen Rechenzentrum des Anbieters Google. Google ist nach aktueller Rechtseinschätzung eines Gutachtens im Auftrag der Datenschutzkonferenz auch in seinen europäischen Rechenzentren zur Herausgabe von Daten an amerikanische Behörden gezwungen. Der Schutz personenbezogener Daten nicht amerikanischer Bürger ist somit bei einem Update nicht der DSGVO gleichwertig. Um dies zu mildern, verschlüsselt Odoo Daten im Ruhezustand mit von Odoo verwalteten Verschlüsselungsschlüsseln, was bedeutet, dass Google die Daten nicht entschlüsseln könnte.
Einen vollautomatisch laufenden Updateprozess, bei dem eine neue Odooversion eine ältere Datenbankversion erkennt und diese lokal selbst migriert, besitzt Odoo nicht.

### Lizenz für Upgrade
Durch die zuvor angesprochene Updatesituation entsteht bei ausschließlichem Einsatz der Community-Edition (ohne andere Open-Source Tools, siehe nächster Abschnitt) die Notwendigkeit zum Erwerb einer Enterprise-Version Lizenz, sofern auf eine neue Majorversion aktualisiert werden soll. Dies ist im Besonderen als problematisch einzustufen, da dies erst nach einer gewissen Zeit, wenn entsprechend viele Daten angefallen sind und das Produkt auch gebraucht wird, auffällt. Daher ist Odoo nach Einschätzung von Richard Stallman (FSF) wegen der Update-Politik nicht als freie Software anzusehen (Zitat Richard Stallman: "Odoo is ... diachronically trapped.").

### Open Source Upgrade-Pfad
Die Odoo Community Association (OCA) bietet mit OpenUpgrade einen 100 % Upgrade Pfad für die Odoo Community Version. Die OCA ist im Besitz einer Enterprise-Version Lizenz, die durch Spenden getragen wird. Durch einen Vorher-Nachher Vergleich einer Datenbank bei Migration erstellt diese eigene Open-Source Scripte. Die Nutzung dieser Scripte erfordert entsprechend fachlich versiertes Personal bzw. einen Odoo Dienstleister. Jedoch entsteht der Hauptaufwand bei Migrationen nicht durch den Upgrade-Vorgang der Standardversionen, sondern durch die Portierung von einen Anpassungen die vom Standard abweichen. Daher unterscheidet sich der Gesamtaufwand von Migrationen zwischen der Community Version und der Enterprise-Version wenig.